# Agabiformius minutus
Agabiformius minutus là một loài chân đều trong họ Porcellionidae. Loài này được miêu tả khoa học năm bởi Budde-Lund,).